# Murray Murdoch
Pour les articles homonymes, voir Murdoch.
Murray Murdoch (né le 19 mai 1904 à Lucknow (Ontario), dans la province de l'Ontario au Canada et mort le 17 mai 2001) est un joueur professionnel canadien de hockey sur glace qui évoluait au poste d'ailier gauche avant de devenir entraîneur.

## Biographie
Murdoch commence sa carrière professionnelle en 1926 avec les Rangers de New York, nouvelle franchise de la Ligue nationale de hockey. Il passe onze saisons avec la franchise new-yorkaise avec laquelle il remporte la coupe Stanley en 1928 et 1933 avant de terminer sa carrière professionnelle avec les Ramblers de Philadelphie de l'International American Hockey League. Il embrasse ensuite une carrière d'entraîneur à l'université Yale jusqu'en 1966,.
En 1974, en compagnie de Alex Delvecchio, Weston Adams et Charles Crovat, il remporte le trophée Lester-Patrick remis à un individu ou à groupe d'individus pour services rendus au hockey aux États-Unis.

## Statistiques
| Saison     | Équipe                    | Ligue          |     | Saison régulière | Saison régulière | Saison régulière | Saison régulière | Saison régulière |    | Séries éliminatoires | Séries éliminatoires | Séries éliminatoires | Séries éliminatoires | Séries éliminatoires |
| Saison     | Équipe                    | Ligue          | PJ  | B                | A                | Pts              | Pun              | PJ               | B  | A                    | Pts                  | Pun                  |                      |                      |
| 1921-1922  | Université du Manitoba    | WJrHL          |     |                  |                  |                  |                  |                  |    |                      |                      |                      |                      |                      |
| 1922       | Université du Manitoba    | Coupe Memorial |     |                  |                  |                  |                  | 2                | 2  | 0                    | 2                    | 0                    |                      |                      |
| 1922-1923  | Université du Manitoba    | WJrHL          |     |                  |                  |                  |                  |                  |    |                      |                      |                      |                      |                      |
| 1923       | Université du Manitoba    | Coupe Memorial |     |                  |                  |                  |                  | 8                | 26 | 4                    | 30                   | 2                    |                      |                      |
| 1923-1924  | Université du Manitoba    | MHL-Sr.        | 8   | 9                | 5                | 14               | 0                | 1                | 0  | 1                    | 1                    | 0                    |                      |                      |
| 1924-1925  | Tiger Falcons de Winnipeg | MHL-Sr.        | 18  | 12               | 2                | 14               | 2                |                  |    |                      |                      |                      |                      |                      |
| 1925-1926  | Maroons de Winnipeg       | LCH            | 34  | 9                | 2                | 11               | 12               | 5                | 0  | 1                    | 1                    | 0                    |                      |                      |
| 1926-1927  | Rangers de New York       | LNH            | 44  | 6                | 4                | 10               | 12               | 2                | 0  | 0                    | 0                    | 0                    |                      |                      |
| 1927-1928  | Rangers de New York       | LNH            | 44  | 7                | 3                | 10               | 14               | 9                | 2  | 1                    | 3                    | 12                   |                      |                      |
| 1928-1929  | Rangers de New York       | LNH            | 44  | 8                | 6                | 14               | 18               | 6                | 0  | 0                    | 0                    | 2                    |                      |                      |
| 1929-1930  | Rangers de New York       | LNH            | 44  | 13               | 13               | 26               | 22               | 4                | 3  | 0                    | 3                    | 6                    |                      |                      |
| 1930-1931  | Rangers de New York       | LNH            | 44  | 7                | 7                | 14               | 8                | 4                | 0  | 2                    | 2                    | 0                    |                      |                      |
| 1931-1932  | Rangers de New York       | LNH            | 48  | 5                | 16               | 21               | 32               | 7                | 0  | 2                    | 2                    | 2                    |                      |                      |
| 1932-1933  | Rangers de New York       | LNH            | 48  | 5                | 11               | 16               | 23               | 8                | 3  | 4                    | 7                    | 2                    |                      |                      |
| 1933-1934  | Rangers de New York       | LNH            | 48  | 17               | 10               | 27               | 29               | 2                | 0  | 0                    | 0                    | 0                    |                      |                      |
| 1934-1935  | Rangers de New York       | LNH            | 48  | 14               | 15               | 29               | 14               | 4                | 0  | 2                    | 2                    | 4                    |                      |                      |
| 1935-1936  | Rangers de New York       | LNH            | 48  | 2                | 9                | 11               | 9                |                  |    |                      |                      |                      |                      |                      |
| 1936-1937  | Rangers de New York       | LNH            | 48  | 0                | 14               | 14               | 16               | 9                | 1  | 1                    | 2                    | 0                    |                      |                      |
| 1937-1938  | Ramblers de Philadelphie  | IAHL           | 44  | 4                | 9                | 13               | 4                | 5                | 0  | 1                    | 1                    | 4                    |                      |                      |
| Totaux LNH | Totaux LNH                | Totaux LNH     | 508 | 84               | 108              | 192              | 197              | 55               | 9  | 12                   | 21                   | 28                   |                      |                      |